# مارک تکسیه
مارک تکسیه (فرانسوی: Marc Texier‎) دوچرخه‌سوار اهل فرانسه است. وی در بازی‌های المپیک تابستانی ۱۹۰۸ شرکت کرده است.